# Кадок-тэгё
Кадок-тэгё (кор. 가덕 대교) — автомобильный мост в Пусане, соединяющий промышленный комплекс Ноксан и остров Кадокто города. Мост имеет девять пролётов и две полосы движения. Длина около 1120 метров. Открыт 12 декабря 2010 года.